# Fronte di Sinistra (Francia)
Il Fronte di Sinistra (in francese Front de Gauche, FG) è stato una federazione di partiti politici di sinistra, attiva in Francia, creata per le elezioni europee del 2009 e poi rimasta in vigore fino al 2018.

## Composizione politica
L'alleanza è frutto di un accordo elettorale tra il Partito di Sinistra e il Partito Comunista. L'accordo viene annunciato dalle due forze politiche il 18 Novembre 2008 e mira alla creazione di un'altra Europa Democratica e sociale contro la ratifica del Trattato di Lisbona e gli altri trattati europei.
L'Alleanza comprende:
- Partito Comunista Francese (PCF). La più importante e antica forza del Fronte, tanto in termini di militanti che di numero di eletti e di risorse finanziarie.
- Partito di Sinistra (PG) fondato da Jean-Luc Mélenchon. Il PG è frutto di una scissione dal Partito Socialista, e le sue ideologie spaziano dal Socialismo, all'Ecologismo. Conta circa 12.000 membri.
- Federazione per un'Alternativa Sociale ed Ecologica (FASE) raggruppa i Comunisti unitari e personalità come Clémentine Autain. Nel giugno del 2011 la FASE annuncia l'adesione al Fronte.
- Repubblica e Socialismo, scissione di una minoranza del Movimento Repubblicano e Cittadino favorevole alla partecipazione al Fronte di Sinistra.
- Sinistra Unitaria (GU) fondata da alcuni membri della minoranza della Lega Comunista Rivoluzionaria che si opponevano al progetto del Nuovo Partito Anticapitalista.
- Convergenze e Alternativa corrente minoritaria del Nuovo Partito Anticapitalista che ha aderito al Fronte nell'Aprile del 2011.
- Partito Comunista dei Lavoratori di Francia annuncia l'adesione ad ottobre del 2011
- Sinistra Anticapitalista (GA) corrente unitaria ecosocialista, antica frazione minoritaria e più importante scissione del NPA.
- Gli Alternativi aderiscono al Fronte nel novembre del 2012, sostengono la creazione di un polo di sinistra alternativo ed ecologista. La decisione di aderire al Fronte è stata oggetto di un lungo dibattito interno.

A novembre del 2013 Gli Alternativi, Convergenze e Alternativa, la FASE, la Sinistra Anticapitalista e dei militanti della Sinistra Unitaria hanno lanciato Ensemble, un movimento politico comune a tutti i membri del Fronte di Sinistra

## Risultati elettorali

### Regionali 2010
Al primo turno delle regionali del 14 marzo 2010 il FG ottiene il 5,9%. Al secondo turno si allea in molte regioni con PS, PRG, MCR ed Europa Ecologia. La coalizione di sinistra così costituita ottiene il 46,40% dei voti e il 54,70% dei seggi. Il FG ottiene inoltre 6 seggi fuori coalizione.

### Presidenziali 2012
Al primo turno delle presidenziali del 2012, il candidato Jean-Luc Mélenchon ottiene il quarto posto con l'11,1% dei voti. Al secondo turno dà indicazione di voto per il socialista François Hollande, che risulterà poi vincitore.

### Legislative 2012
Alle parlamentari del 2012 ottiene il 6,9% al primo turno e riesce ad eleggere 10 rappresentanti all'Assemblea Nazionale. Gli eletti costituiscono il gruppo Gauche démocrate et républicaine insieme a 5 deputati eletti nelle Regioni d'oltremare: 2 regionalisti (Alfred Marie-Jeanne e Jean-Philippe Nilor, entrambi del Movimento Indipendentista Martinicano), 2 eletti sotto l'etichetta DVG (Huguette Bello, del movimento Pour La Réunion, e Bruno Nestor Azerot, indipendente) e uno eletto nelle file del Partito Socialista (Gabriel Serville, del Partito Socialista Guayanese).

### Europee 2014
Alle elezioni europee del 2014, il FG ottiene il 6,9%, risultando il sesto partito francese e ottenendo 4 seggi al parlamento europeo. Gli eletti entrano a far parte della Sinistra Unitaria Europea/Sinistra Verde Nordica.

## Scioglimento
Il 3 luglio del 2016 Mélenchon annuncia lo scioglimento della federazione, contrariamente alla decisione del Partito Comunista Francese. Nonostante ciò alcuni membri della coalizione continuarono a presentarsi alle elezioni con il nome di "PCF - Front de gauche", rivendicando l'appartenenza alla coalizione.
Nel novembre del 2018, durante il trentottesimo congresso del PCF, viene sancito lo scioglimento definitivo della coalizione.

## Parlamentari

### Legislatura 2012-2017
Eletti per il Partito Comunista Francese:
- Alain Bocquet
- Marie-George Buffet
- Jean-Jacques Candelier
- Patrice Carvalho
- Gaby Charroux
- André Chassaigne
- Nicolas Sansu

Eletti per la Fédération:
- François Asensi
- Jacqueline Fraysse

Eletti per il Partito di Sinistra:
- Marc Dolez